# Mariä Himmelfahrt (Aschau am Inn)

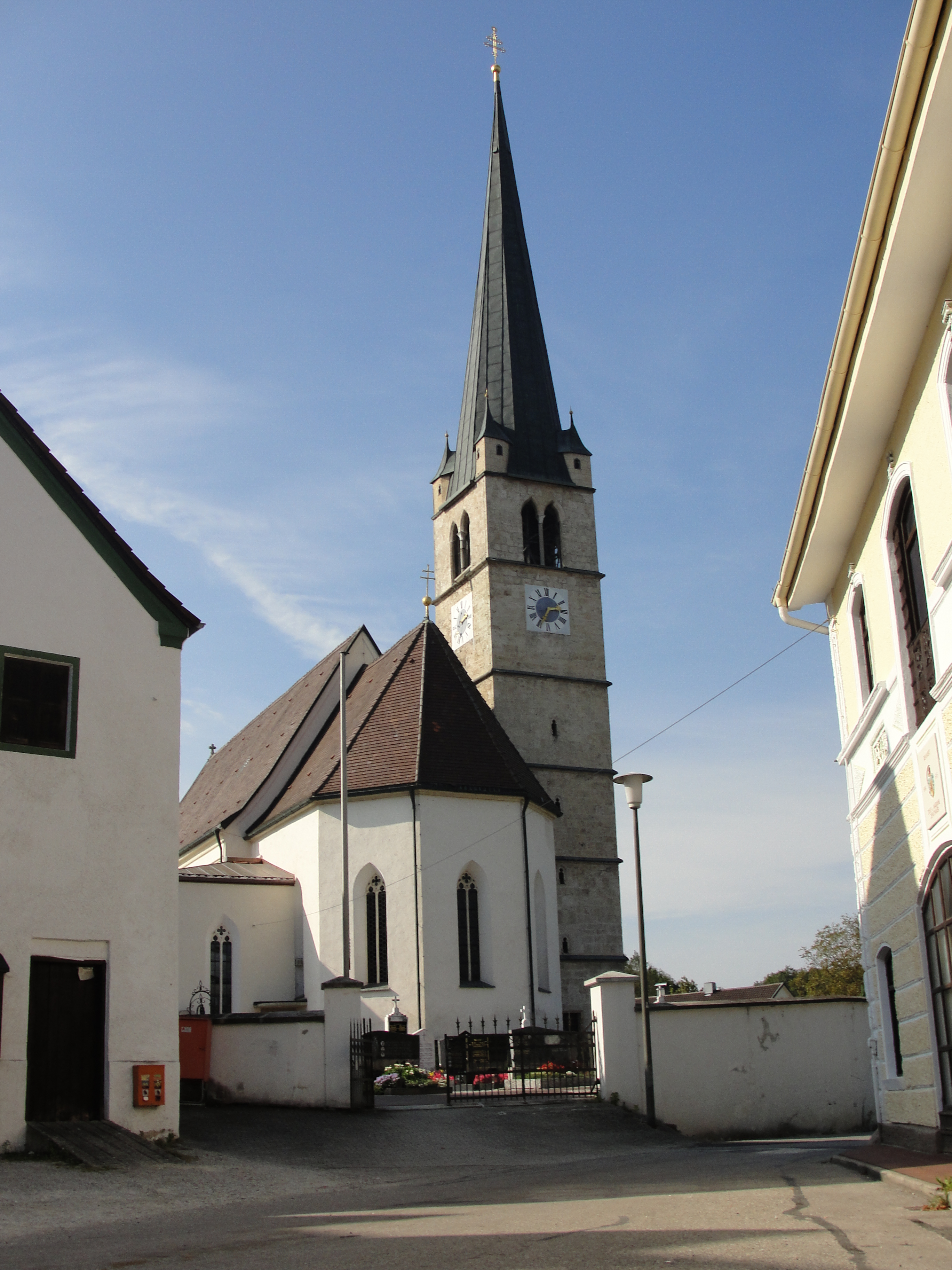
Mariä Himmelfahrt in Aschau am Inn

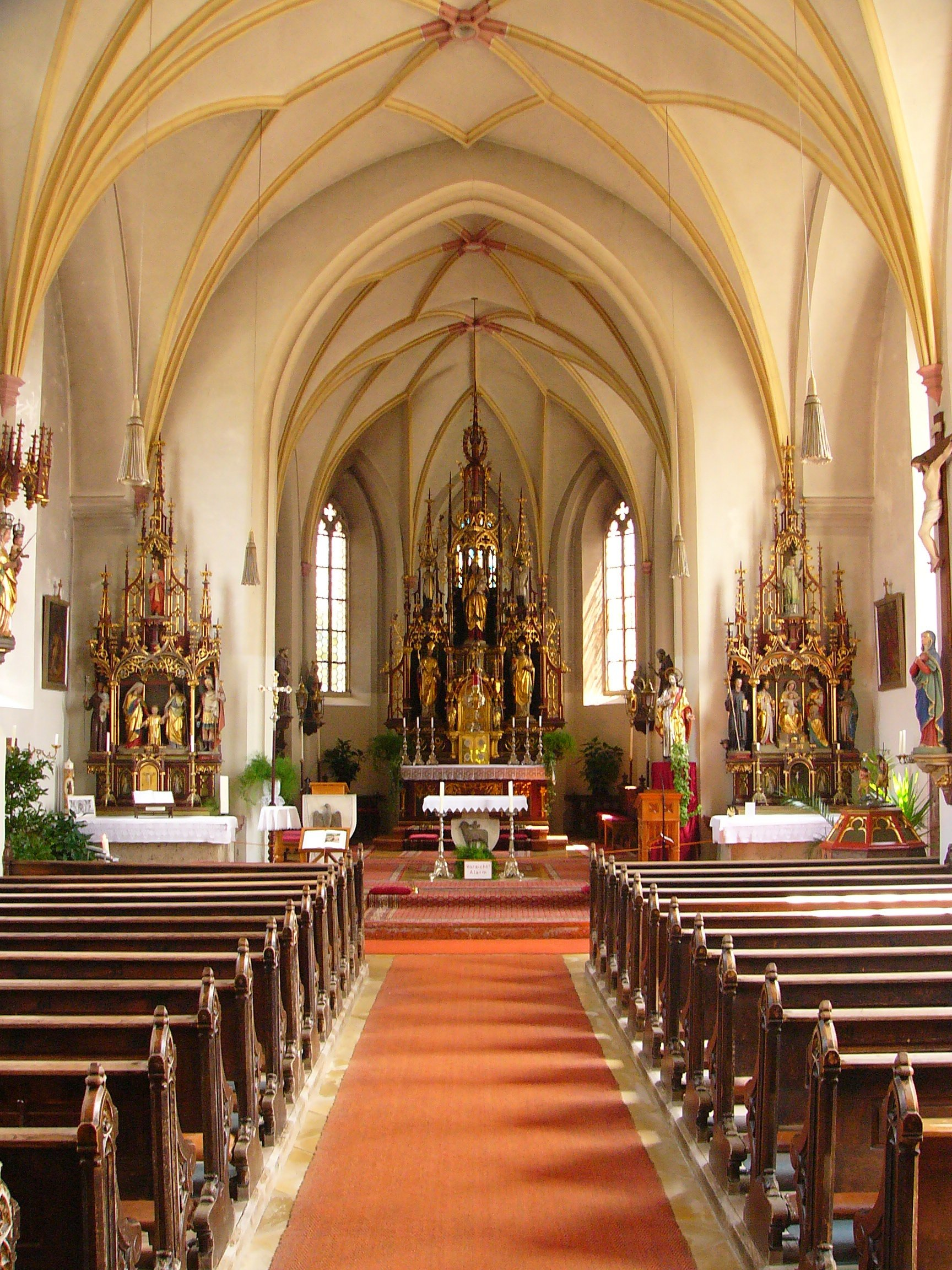
Innenraum

Die römisch-katholische Pfarrkirche Mariä Himmelfahrt steht in Aschau am Inn, einer Gemeinde im oberbayerischen Landkreis Mühldorf am Inn. Das denkmalgeschützte Bauwerk ist in der Liste der Baudenkmäler in Aschau am Inn unter der Nr. D-1-83-113-1 eingetragen. Das Patrozinium der Kirche wird am 15. August (Mariä Himmelfahrt) gefeiert. Die Kirche gehört zum Dekanat Mühldorf am Inn im Erzbistum München und Freising.

## Beschreibung
Die im 15. Jahrhundert errichtete spätgotische Saalkirche wurde 1885 nach einem Entwurf von Joseph Elsner senior neugotisch erneuert. Sie besteht aus einem Langhaus zu vier Jochen, einem eingezogenen Chor zu einem Joch mit Fünfachtelschluss im Osten, einem Chorflankenturm mit sechs Geschossen an der Nordwand des Chors und einem Anbau im Westen, in dem sich der Windfang hinter dem Portal befindet. Das fünfte Geschoss des Chorflankenturms enthält die Turmuhr, das sechste den Glockenstuhl. 
Der Innenraum des Langhauses ist mit einem Netzgewölbe überspannt. Zur Kirchenausstattung gehört ein Hochaltar mit einer Statue der Maria.